# دهراوود
دهراوود یک شهرک و منطقه مسکونی در افغانستان است که در ولایت ارزگان واقع شده‌است.